# أمير الانتقام (فلم)
أمير الانتقام فيلم سينمائي مصري، أنتج عام 1950 للمخرج هنري بركات عن القصة العالمية الكونت دي مونت كريستو للكاتب الفرنسي ألكسندر دوما

## القصة
تدور أحداث الفيلم حول «حسن الهلالي» البحار الفقير الذي يتعرض لمكيدة من جانب أصدقائه في العمل ويدخل على إثرها السجن تاركا والده وحبيبته يوم زواجه. ويستطيع حسن الهلالى الهروب من السجن ويترك له أحد أصدقائه ميراث ضخم ليتحول بعدها إلى ثري ويستخدم هذا الثراء في الانتقام من الأشخاص الذين زجوا به في السجن.
ومما يذكر أنه قد تم إنتاج نفس الفيلم بعنوان أمير الدهاء عام 1964 بنفس القصة والسيناريو والحوار ولنفس المخرج هنري بركات، وكان من بطولة فريد شوقي.

## بطولة
- أنور وجدي «حسن الهلالي»
- مديحة يسري «ياسمينا»
- فريد شوقي «جعفر»
- كمال الشناوي «شاهين»
- سراج منير «بدران»
- حسين رياض «الشيخ جلال»
- محمود المليجي «متولي»
- سامية جمال «زمردة»
- علي الكسار

## روابط خارجية
- مقالات تستعمل روابط فنية بلا صلة مع ويكي بيانات